# Barbár (film)
A Barbár (eredeti cím: Barbarian) 2022-ben bemutatott amerikai horror-thriller, amelynek forgatókönyvírója és rendezője Zach Cregger, producerei Arnon Milchan, Roy Lee, Raphael Margules és J.D. Lifshitz. A főszerepben Georgina Campbell, Bill Skarsgård és Justin Long látható.
A Barbár világpremierje 2022. július 22-én volt a San Diego Comic-Conon, az Egyesült Államokban pedig 2022. szeptember 9-én mutatta be a 20th Century Studios. Általánosságban pozitív véleményeket kapott a kritikusoktól, akik dicsérték Cregger rendezését és forgatókönyvét, valamint a színészi alakításokat – különösen Campbellét. A film a jegypénztáraknál kasszasiker lett; 4,5 millió dolláros költségvetésből több mint 42 millió dollárt hozott világszerte.

## Rövid történet
Egy Detroit-ban megszálló fiatal nő felfedezi, hogy az általa bérelt ház nem az, aminek látszik.

## Cselekmény
Egy Detroit-ban található házat két idegen bérel ki egymástól függetlenül. Keith már a házban van, amikor Tess megérkezik. Tess próbál magának másik szállást keresni, de nem jár sikerrel, ezért a házban marad, ő fog aludni a hálószobában, Keith pedig a hall kanapéján. Az éjszaka folyamán elbeszélgetnek egymással, isznak egy kis bort, aztán lefekszenek. Másnap reggel Tess állásinterjúra megy, Keith pedig már előtte elment a városba. Útközben feltűnik neki, hogy a környéken az ő takaros házán kívül elhagyott, lakhatatlan romhalmaz van mindenütt. Tess amikor hazaér, lemegy a pincébe és felfedez egy titkos szobát, amelyben egy ágy, egy vödör és egy kamera van. Tess nagyon megijed, így azonnal távozni akar a házból. Keith is hazaér, lemegy megnézni a dolgokat, de eltűnik, ezért Tess utánamegy. Felfedez egy új járatot, bemegy és meghallja Keith hangját, majd tovább megy. Keith felbukkan, és rémülten tájékoztatja Tess-t, hogy azonnal el kell menniük, mert nincsenek egyedül. Felbukkan egy eltorzult nő, aki megöli Keith-t, Tess-t pedig foglyul ejti.
AJ egy színész, akinek éppen összeomlóban van a karrierje és az élete, mert azzal vádolják, hogy megerőszakolt egy nőt. AJ nehéz napok elé néz, az ügyvédek sok pénzbe kerülnek, ezért el kell adnia pár ingatlant. Detroitba megy, kiderül, hogy az a ház is az övé, amelyikben Tess-ék laktak. Rábukkan Tess és Keith holmijára, amit nem tud mire vélni, mivel már hónapok óta nem adták ki senkinek a házat. Lemegy a pincébe, ő is rábukkan a szobára és a plusz helyiségekre, megörül, hogy így több pénzt fog kapni, mert több a négyzetméter. Elindul egy mérőszalaggal lemérni a területeket, de a nő a nyomába ered, AJ pedig csapdába esik, ekkor találkozik Tess-el. Tess elmondja neki, hogy ne hangoskodjon, mert akkor ideges lesz a nő.
Visszaugrunk a 80-as évek elejére, amikor még rendezett volt a környék, ekkor a házból egy Frank nevű férfi jön ki, aki babaholmikat vesz egy áruházban, később egy általa kiszemelt nő lakásába megy, közműellenőrnek kiadva magát, hogy titokban kinyissa a fürdőszobája ablakának zárját. Hazatérve vált pár szót a szomszéddal, aki elköltözik, mert a környéken már nem olyan jó lakni a gazdasági nehézségek miatt, de Frank azt mondja ő marad. Miután bement a házba a vásárolt holmikkal, egyenesen a pincébe indul, ahonnan egy nő sikolyai hallatszanak.
Ismét a jelenben a torz nő a gyerekeinek tekinti őket; szoptatni és tejet akar nekik adni, de AJ pánikba esik, aminek hatására a nő magával vonszolja őt. Tess kihasználja az alkalmat és megszökik, de hiába hívja a zsarukat, nem tesznek semmit. Tess ezért visszamegy a házba, ki akarja szabadítani AJ-t, aki időközben egérutat nyert, és a föld alatti labirintus egy másik szobájában rátalál az öreg, haldokló Frankre. Frank, a ház eredeti tulaja egy emberrabló-sorozatgyilkos, aki nőket rabolt, a pincébe hurcolta, megerőszakolta és teherbe ejtette őket, az erőszakokat pedig még videóra is vette a kamerás szobában. A torz nő Frank lánya, aki valószínűleg vérfertőzésből származik, és nem ismeri a civilizált életet. A beszédképtelen Frank az éjjeliszekrényből egy pisztolyt vesz elő, majd főbe lövi magát.
AJ magához veszi a fegyvert, amivel véletlenül meglövi Tess-t, aki nem hal meg, csak lelassul. Együtt menekülnek tovább, nyomukban a felbőszült nővel. Éjszaka van, a nő ilyenkor szokott vadászni, ezért Tess-ék sehol nincsenek biztonságban. Egy helyi hajléktalanhoz mennek, aki egy üres víztartály ban lakik, ő már próbálta figyelmeztetni, hogy ott lakik ez az elvadult nő, de a nő őt is megöli. Tess es AJ elmenekülnek a tartály tetejére, ahol AJ, hogy magát mentse, lelöki Tess-t, a nő pedig gyerekének tekintve utána ugrik a mélybe. AJ lemegy, és meglepődve látja, hogy nem haltak meg, mert a nő röptében magahoz vonta Tesst, hogy felfogja az esést. Viszont a nő sem halt meg és a tettéért kinyomja AJ mindkét szemét, majd szétroppantja a fejét. Tess a zuhanástól és a lőtt sebtől már alig él, a nő gondoskodni próbál róla, de a sebe miatt nem tud mozdulni, viszont az időt kihasználva a fegyverért nyúl és nem szívesen, de lelövi a nőt. Ezután feltápaszkodva elmegy a környékről.

## Szereplők
| Szerep                       | Színész               | Magyar hang      |
| ---------------------------- | --------------------- | ---------------- |
| Tess Marshall                | Georgina Campbell     | Gáspár Kata      |
| Keith Toshko                 | Bill Skarsgård        | Szatory Dávid    |
| AJ Gilbride, sitcom színész  | Justin Long           | Pál Tamás        |
| Az anya                      | Matthew Patrick Davis | N/A              |
| Frank, az anya apja          | Richard Brake         | Tokaji Csaba     |
| Doug                         | Kurt Braunohler       | N/A              |
| Andre                        | Jaymes Butler         | Borbiczki Ferenc |
| Bonnie Zane                  | Sophie Sörensen       | N/A              |
| Jeff                         | J.R. Esposito         | Németh Gábor     |
| Melisa                       | Kate Bosworth         | Bertalan Ágnes   |
| AJ anyja                     | Brooke Dillman        | N/A              |
| oktatóvideó narrátora        | Sara Paxton           | Erdős Borcsa     |
| Robert                       | Will Greenberg        | N/A              |
| rendőr 1#                    | Derek Morse           | N/A              |
| rendőr 2#                    | Trevor Van Uden       | N/A              |
| Everett                      | Zach Cregger          | N/A              |
| ingatlankezelési asszisztens | Devina Vassileva      | N/A              |
| fiatal nő                    | Kalina Stancheva      | N/A              |

## Bemutató
A Barbár eredetileg 2022. augusztus 12-én került volna az Egyesült Államokban a 20th Century Studios forgalmazásában a mozikba, de augusztus 31-re, később pedig szeptember 9-re halasztották a bemutatót.
A film október 25-től digitálisan letölthető és streamelhető az HBO Maxon. Latin-Amerikában a Star+-on, más nemzetközi területeken pedig a Star tartalmi központ részeként a Disney+-on is megjelent 2022. október 26-án.
A film első előzetese 2022. június 23-án jelent meg, és a Fekete telefon című film mozis vetítései előtt volt látható. A film megjelenése után Roy Lee producer tweetelt egy alternatív előzetest, amelyben Justin Long jelenetei is szerepelnek.